# Adrien Dipanda
Adrien Dipanda (Dijon, 3 de mayo de 1988) es un exjugador de balonmano francés que jugaba como lateral derecho. Su último equipo fue el Saint-Raphaël VHB. Fue un componente de la selección de balonmano de Francia, con la que ganó la medalla de plata en los Juegos Olímpicos de Río de Janeiro 2016, la medalla de oro en el Campeonato Mundial de Balonmano Masculino de 2017 y el bronce en el Campeonato Europeo de Balonmano Masculino de 2018.

## Palmarés

### Selección nacional
| Juegos Olímpicos   | Juegos Olímpicos     | Juegos Olímpicos  | Juegos Olímpicos |
| Año                | Lugar                | Medalla           |                  |
| ------------------ | -------------------- | ----------------- | ---------------- |
| 2016               | Río de Janeiro       | Medalla de plata  |                  |
| Campeonato Mundial |                      |                   |                  |
| Año                | Lugar                | Medalla           |                  |
| 2017               | Francia              | Medalla de oro    |                  |
| 2019               | Dinamarca y Alemania | Medalla de bronce |                  |
| Campeonato Europeo |                      |                   |                  |
| Año                | Lugar                | Medalla           |                  |
| 2018               | Croacia              | Medalla de bronce |                  |

### Montpellier
- Liga de Francia de balonmano (4): 2008, 2009, 2010, 2011
- Copa de Francia de balonmano (3): 2008, 2009, 2010
- Copa de la Liga de balonmano (4): 2007, 2008, 2010, 2011
- Supercopa de Francia (2): 2010, 2011

## Clubes
- Montpellier HB (2006-2011)
- Ademar León (2011-2012)[7]
- Saint-Raphaël VHB (2012-2024)[8]